# Schizoglossum abyssinicum
Schizoglossum abyssinicum là một loài thực vật có hoa trong họ La bố ma. Loài này được (Hochst. ex Benth. & Hook. f.) Schltr. miêu tả khoa học đầu tiên năm 1895.